# Sara Levy
Sara Levy Sellares (23 de mayo de 1994) es una deportista española que compitió en natación sincronizada. Ganó dos medallas en el Campeonato Mundial de Natación de 2013, y dos medallas en el Campeonato Europeo de Natación de 2014.

## Palmarés internacional
| Campeonato Mundial | Campeonato Mundial | Campeonato Mundial | Campeonato Mundial |
| Año                | Lugar              | Medalla            | Prueba             |
| ------------------ | ------------------ | ------------------ | ------------------ |
| 2013               | Barcelona (España) | Medalla de plata   | Equipo libre       |
| 2013               | Barcelona (España) | Medalla de plata   | Combinación libre  |
| Campeonato Europeo |                    |                    |                    |
| Año                | Lugar              | Medalla            | Prueba             |
| 2014               | Berlín (Alemania)  | Medalla de plata   | Combinación libre  |
| 2014               | Berlín (Alemania)  | Medalla de bronce  | Equipo             |